# Paita (província)
Paita é uma província do Peru localizada na região de Piura. Sua capital é a cidade de Paita.

## Distritos da província
- Amotape
- Arenal
- Colan
- La Huaca
- Paita
- Tamarindo
- Vichayal